# Thomas Segerström
Per Thomas Waldau Segerström, född 17 januari 1946 i Lund, är en svensk skådespelare och teaterregissör. 

## Biografi
Thomas Segerström, son till folkskollärarna Ragnar och Nen Segerström, växte upp i Skurup med de äldre bröderna Jan och Michael. Segerström gick gymnasiet i Malmö och påbörjade 1969 högre studier vid Lunds universitet. Efter ett par år avbröts studierna för en scenkonstkarriär.
Segerström startade 1973 med sin bror Michael Tidningsteatern, en tvåmannagrupp med samhällsradikal och burlesk satir på repertoaren. De uppförde bland annat The Sture Starring Story 1974 och Kaninerna på Navarone 1976 tillsammans med Hoola Bandoola Band. Bröderna Segerström ingick också i det progressiva Tältprojektet Vi äro tusenden, som turnerade i Sverige sommaren 1977. Tidningsteatern gjorde även radio och tv, som bland annat Totalradion 1975-77 i Sveriges Radio liksom humorserien Totaltelevisionen 1977 i SVT2.
Under 1980-talet studerade och arbetade Segerström med meditation, gruppterapi och astrologi, men också med och på institutioner för personer med funktionsnedsättning. Under andra hälften av 80-talet återvände Segerström till skådespeleriet och medverkade bland annat på Reginateatern 1985 i Spökhotellet, 1987 i Peter Pan på Nationalteatern och 1989 i Revisorn på Boulevardteatern. 
1989 var Segerström en av grundarna av Teaterensemblen vid Roma klosterruin på Gotland som med få undantag spelat dramatik av William Shakespeare. I mitten på 1990-talet bytte verksamheten namn till Romateatern och Segerström tog över det konstnärliga ledarskapet. Segerström kom att iscensätta ett 15-tal Shakespeareuppsättningar på Romateatern, bland annat Macbeth 1998 som även överfördes och sändes i SVT, Kung Lear 2001 med Sven Wollter i titelrollen liksom Othello 2012 som också televiserades av SVT. Sannolikt ingen i Sverige har regisserat så många verk av Shakespeare som Segerström. Förutom Shakespeare har Segerström på Romateatern 2008 iscensatt Revisorn av Nikolaj Gogol där han också spelade en av de ledande rollerna.
Parallellt med tiden på Romateatern medverkade Segerström som skådespelare i flera filmer, bland annat i Jönssonligan. Han var 1997 även regissör i serien Vita lögner på TV3.
2013 startade Segerström med skådespelaren Maria Lindström Scensommar Produktion och iscensatte i Visby Ingmar Bergmans Scener ur ett äktenskap med Cecilia Frode och Niklas Engdahl. Året därpå flyttades verksamheten till Tällberg under namnet Teater vid Siljan där Segerström regisserade Camping 2014 med Henrik Hjelt och Dag Malmberg, Den Sista Cigarren 2015 som televiserades av SVT året därpå samt Herrar 2016 med Johannes Brost och Ulf Brunnberg.
År 2019 skrev och framförde Segerström ihop med sin bror Michael pjäsen Tidningsteatern gör comeback 40 år efter döden, där bröderna konfronterar nutiden, sin uppväxt och inbördes relation under deras karriärer och leverne.
Sedan 2020 har Segerström tillsammans med journalisten och författaren Göran Everdahl turnerat med föreställningen Vi snackar Shakespeare.

## Familj
Segerström är gift med förskolläraren Ellinor Segerström, dotter till Ingemar och Birgitta Ejve. Tillsammans har de två döttrar. Thomas Segerström är bror till skådespelaren och regissören Michael Segerström.

## Filmografi
Enligt Svensk Filmdatabas:
- 1978 – Tältet
- 1990 – Revisorn
- 1992 – Jönssonligan och den svarta diamanten
- 1994 – Polis polis potatismos
- 1994 – Fallet Paragon (TV-serie)
- 2002 – Cuba Libre
- 2003 – Talismanen (TV-serie)
- 2005 – Jag tänker på mig själv – och vänstern
- 2016 – Den allvarsamma leken

## Teater

### Roller
| År   | Roll                                 | Produktion                                         | Regi                                   | Teater                             |
| ---- | ------------------------------------ | -------------------------------------------------- | -------------------------------------- | ---------------------------------- |
| 1985 | Arkitekten                           | Spökhotellet Georges Feydeau                       | Peter Dalle                            | Reginateatern                      |
| 1988 | Piraten Starköl                      | Peter Pan J. M. Barrie                             | Med Reventberg                         | Nationalteatern                    |
| 1989 | Teseus                               | En midsommarnattsdröm William Shakespeare          | Martin Alskog                          | Teaterensemblen Senare Romateatern |
| 1990 | Kristian Ivanovitj Ljuljukov, läkare | Revisorn (Ревизо́р, Revizór) Nikolaj Gogol          | Ragnar Lyth                            | Boulevardteatern                   |
| 1990 | Tobias                               | Trettondagsafton William Shakespeare               | Örjan Herlitz                          | Teaterensemblen Senare Romateatern |
| 1991 | Capulet                              | Romeo och Julia William Shakespeare                | Martin Alskog                          | Teaterensemblen Senare Romateatern |
| 1992 | Don Pedro                            | Mycket väsen för ingenting William Shakespeare     | Martin Alskog                          | Teaterensemblen Senare Romateatern |
| 1993 | Angelo                               | Lika för lika William Shakespeare                  | Michael Cocke                          | Teaterensemblen Senare Romateatern |
| 1994 | Prosperos                            | Stormen William Shakespeare                        | Harald Wallgårda                       | Teaterensemblen Senare Romateatern |
| 1995 | Turio, Lans                          | Två gentlemän från Verona William Shakespeare      | Martin Lindberg                        | Romateatern                        |
| 2001 | Glouster Ersättare                   | Kung Lear William Shakespeare                      | Thomas Segerström                      | Romateatern                        |
| 2008 | Borgmästaren                         | Revisorn Nikolaj Gogol                             | Thomas Segerström                      | Romateatern                        |
| 2013 | Brabantio                            | Othello William Shakespeare                        | Thomas Segerström Televisering för SVT | Romateatern                        |
| 2019 |                                      | Tidningsteatern presenterar: Fyrtio år efter döden | Anders Wällhed                         | Riksteatern m fl arrangörer        |
| 2020 |                                      | Vi snackar Shakespeare                             | Göran Everdahl, Thomas Segerström      | Riksteatern m fl arrangörer        |

### Regi
| År   | Produktion                                               | Upphovsman                                          | Teater                       |
| ---- | -------------------------------------------------------- | --------------------------------------------------- | ---------------------------- |
| 1996 | Köpmannen i Venedig The Merchant of Venice               | William Shakespeare                                 | Romateatern                  |
| 1997 | Som ni vill ha det As you Like it                        | William Shakespeare                                 | Romateatern                  |
| 1998 | Macbeth                                                  | William Shakespeare                                 | Romateatern                  |
| 1998 | Mycket väsen för ingenting Much Ado About Nothing        | William Shakespeare                                 | Boulevardteatern             |
| 1999 | Trettondagsafton Twelfth Night, or What You Will         | William Shakespeare                                 | Romateatern                  |
| 2000 | Othello                                                  | William Shakespeare                                 | Romateatern                  |
| 2001 | Kung Lear King Lear                                      | William Shakespeare                                 | Romateatern                  |
| 2002 | En midsommarnattsdröm A Midsummer Nights Dream           | William Shakespeare                                 | Romateatern                  |
| 2003 | Richard III The Life and Death of King Richard the Third | William Shakespeare                                 | Romateatern                  |
| 2004 | Karl XII:s hemlighet                                     | Michael Segerström                                  | Boulevardteatern             |
| 2004 | Mycket väsen för ingenting Much Ado About Nothing        | William Shakespeare                                 | Romateatern                  |
| 2005 | Romeo och Julia The Tragedy of Romeo and Juliet          | William Shakespeare                                 | Romateatern                  |
| 2006 | Slutet gott, allting gott All's Well That Ends Well      | William Shakespeare                                 | Romateatern                  |
| 2007 | Macbeth                                                  | William Shakespeare                                 | Thesbiteateret               |
| 2008 | Revisorn                                                 | Nikolaj Gogol                                       | Romateatern                  |
| 2009 | Som ni vill ha det As you Like it                        | William Shakespeare                                 | Romateatern                  |
| 2010 | Macbeth                                                  | William Shakespeare Översättning Britt G. Hallqvist | Romateatern                  |
| 2011 | Trettondagsafton Twelfth Night, or What You Will         | William Shakespeare                                 | Romateatern                  |
| 2012 | Othello                                                  | William Shakespeare                                 | Romateatern                  |
| 2013 | Scener ur ett äktenskap                                  | Ingmar Bergman                                      | Scensommar Produktion, Visby |
| 2014 | Camping Perfect Pitch                                    | John Godber                                         | Teater vid Siljan            |
| 2015 | Den Sista Cigarren                                       | Bengt Ahlfors                                       | Teater vid Siljan            |
| 2016 | Herrar                                                   | Jan Ericson                                         | Teater vid Siljan            |
| 2020 | Vi snackar Shakespeare                                   | Göran Everdahl, Thomas Segerström                   | Riksteatern m fl arrangörer  |